# 1953年シーズンのボルチモア・コルツ
1953年シーズンは、ボルチモア・コルツのNFL1年目のシーズン。初代ヘッドコーチにキース・モルスワースが就任した。1950年まで存在した「ボルチモア・コルツ」とは別のチームとして誕生した（下記詳細）。

## 誕生の経緯
前年途中にフランチャイズ権を返納されたダラス・テキサンズの後継スポンサーをNFLは探したが見つからず、シーズン終了時点でチームの解散が決定された。この解散から暫くして、ボルチモアで1950年まで存在した「ボルチモア・コルツ」を復活させようという運動が起こり、1ヶ月半で30万ドル以上という当時としては巨額の寄付が集まった。この運動が全米で注目されるようになったことから、テキサンズの選手保有権を含むテキサンズの残存保有権をボルチモアの投資家グループに与え、新「ボルチモア・コルツ」が誕生した。NFLの公式記録では、テキサンズと新ボルチモア・コルツとは別のチームとして扱われているが、実質的にはテキサンズを引き継いだチームである。
なお、1950年まで存在した「ボルチモア・コルツ」は、1946年にAAFCで設立されたマイアミ・シーホークスを前身として設立されており、事実上、実質上ともに現在のコルツとは別のチームとして扱われている。

## プレシーズン
| 週                         | 日 | 相手 | 結果 | 戦績 | 開催地 | 備考 |
| -------------------------- | -- | ---- | ---- | ---- | ------ | ---- |
| 勝利 敗戦 at：敵地での対戦 |    |      |      |      |        |      |

## レギュラーシーズン
Template:1953年シーズンのNFL対戦表
| 週                         | 日 | 相手 | 結果 | 戦績 | 開催地 | 備考 |
| -------------------------- | -- | ---- | ---- | ---- | ------ | ---- |
| 勝利 敗戦 at：敵地での対戦 |    |      |      |      |        |      |

### 順位表
| デトロイト・ライオンズ   | 10 | 2 | 0 | .833 | 8-2   | 271 | 205 | 22.6 | 17.1 |
| サンフランシスコ・49ers  | 9  | 3 | 0 | .750 | 8-2   | 372 | 237 | 31.0 | 19.8 |
| ロサンゼルス・ラムズ     | 8  | 3 | 1 | .727 | 7-3   | 366 | 236 | 30.5 | 19.7 |
| シカゴ・ベアーズ         | 3  | 8 | 1 | .273 | 2-7-1 | 218 | 262 | 18.2 | 21.8 |
| ボルチモア・コルツ       | 3  | 9 | 0 | .250 | 2-8   | 182 | 350 | 15.2 | 29.2 |
| グリーンベイ・パッカーズ | 2  | 9 | 1 | .182 | 2-7-1 | 200 | 338 | 16.7 | 28.2 |

## 参照